# Kahlenbergsköpfe
Die Kahlenbergsköpfe sind eine kleinteilige naturräumliche Untereinheit mit der Ordnungsnummer 334.34 des Oberen Arnsberger Walds („Buchwald“) (334.3) innerhalb des Nordsauerländer Oberlands (334). Sie umfassen laut dem Handbuch der naturräumlichen Gliederung Deutschlands die 425 m ü. NN hohe Bergkuppe Hirschberg, auf der sich die gleichnamige Warsteiner Ortschaft Hirschberg befindet, und die über einen schmalen Sattelhals damit verbundene östlich gelegenen Erhebung Kahlenbergsköpfe.
Die Erhebung Kahlenbergsköpfe ist ein 486 m ü. NN hoher, wieder aufgeforsteter Querrücken aus Kulmkieselschiefern und -Kalken, der zum Mantel des Warsteiner Sattelgewölbes gehört. Westlich ist ein Vorsprung des Naturraum um den Hirschberger Ortskern von der Hirschberger Blöße (334.33) umschlossen, im Norden befindet sich der Heve-Möhne-Wald (334.31), im Osten das Warsteiner Hügelland (334.4) und im Süden die Plackweghöhe (Plackwald) (334.5).